# 朱表榮
晉懷王朱表榮（1467年—1493年），明朝第五代晉王——晉莊王朱鍾鉉的長子晉靖王朱奇源的長子。成化十四年（1478年），封晉世孫。当了15年的世孫，弘治六年（1493年）薨逝。長子早卒，次子晉端王朱知烊嗣位晉王後，追封朱表榮为晉懷王。

## 子女
1. 鎮國將軍 朱知爍
2. 晉端王 朱知烊